# Гюйо (лунный кратер)
Кратер Гюйо (лат. Guyot) — большой древний ударный кратер в северном полушарии обратной стороны Луны. Название присвоено в честь швейцарско-американского геолога и географа Арнольда Генри Гюйо (1807—1884) и утверждено Международным астрономическим союзом в 1970 г. Образование кратера относится к донектарскому периоду.

## Описание кратера

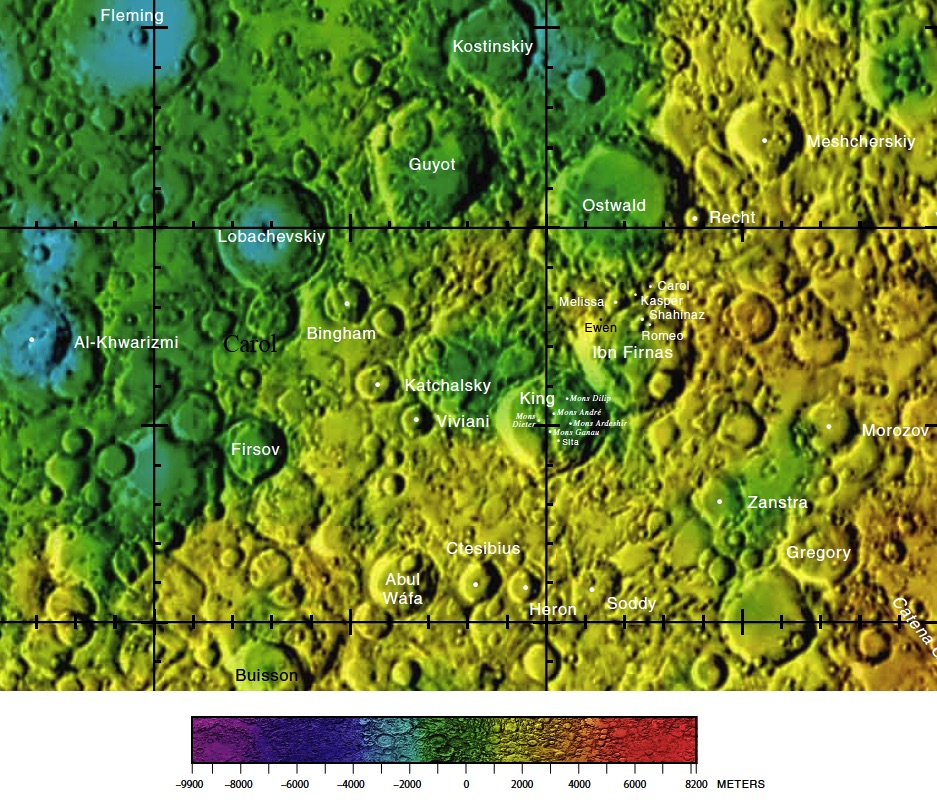
Окрестности кратера Гюйо. Фрагмент карты обратной стороны Луны.

Ближайшими соседями кратера являются кратер Флеминг на северо-западе, кратер Костинский на северо-востоке, кратер Оствальд на востоке-юго-востоке, кратер Ибн Фирнас на юго-востоке, кратер Бингам на юго-западе и кратер Лобачевский на западе-юго-западе. Селенографические координаты центра кратера 11°38′ с. ш. 117°07′ в. д. / 11,63° с. ш. 117,12° в. д., диаметр 98,3 км, глубина 2,8 км.
Кратер сильно разрушен и имеет неправильную форму обусловленную соседними импактами. Южная часть вала кратера практически полностью разрушена, высота остатков вала над окружающей местностью составляет 1430 м. Дно чаши кратера сравнительно ровное, отмечено множеством кратеров различного размера, в северо-западной части чаши находятся останки крупного кратера. Объем кратера составляет приблизительно 8200 км³.

## Сателлитные кратеры

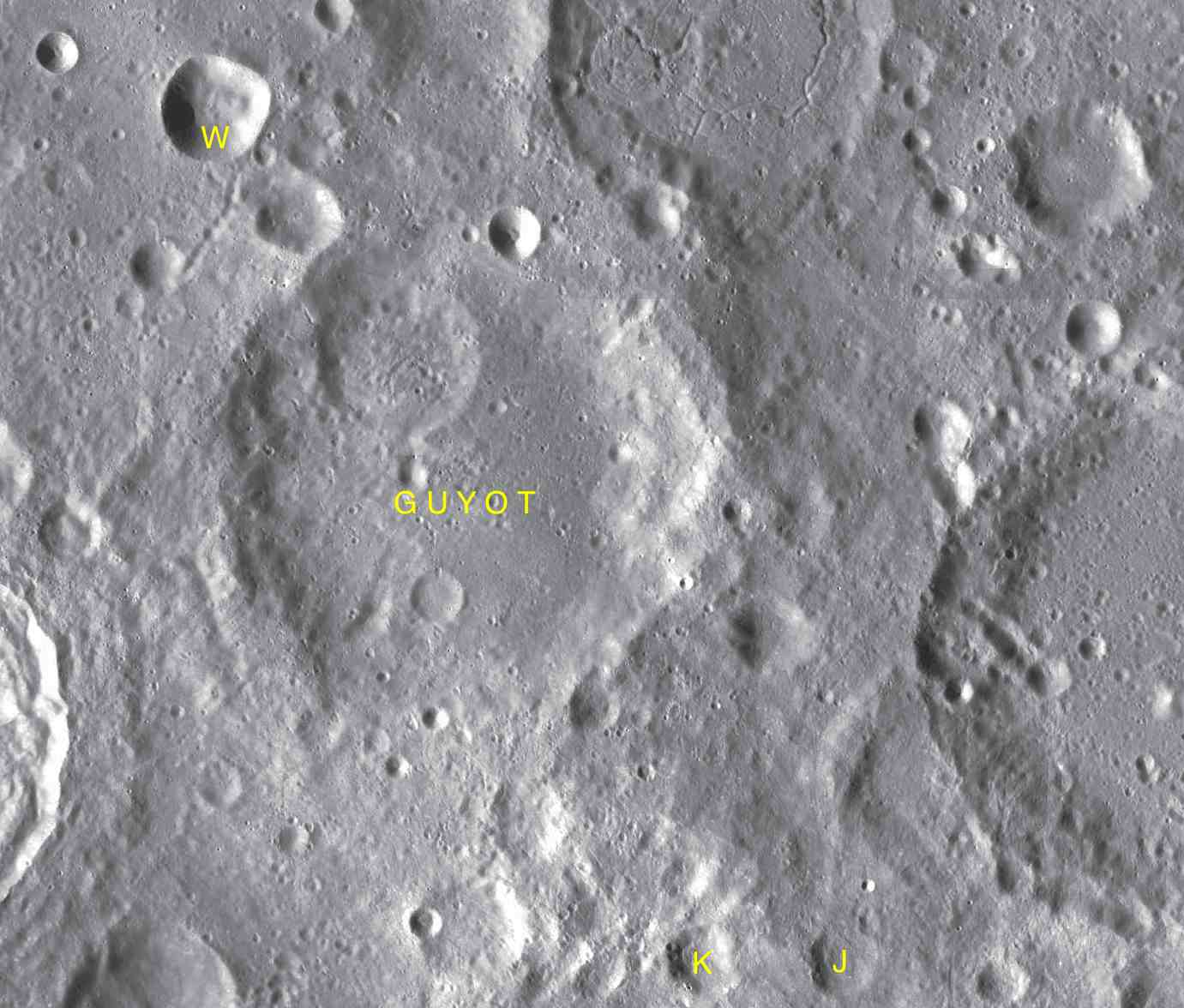
Фрагмент карты LAC-65.

| Гюйо | Координаты                                              | Диаметр, км |
| ---- | ------------------------------------------------------- | ----------- |
| J    | 8°19′ с. ш. 119°39′ в. д. / 8,31° с. ш. 119,65° в. д.   | 14,2        |
| K    | 8°20′ с. ш. 118°44′ в. д. / 8,34° с. ш. 118,74° в. д.   | 14,1        |
| W    | 13°53′ с. ш. 115°29′ в. д. / 13,88° с. ш. 115,49° в. д. | 20,2        |